# Scolopendra mazbii
Scolopendra mazbii är en mångfotingart som beskrevs av Gravely 1912. Scolopendra mazbii ingår i släktet Scolopendra och familjen Scolopendridae. Inga underarter finns listade i Catalogue of Life.